# Andy Houscheid
Andy Houscheid (* 24. Mai 1983 in Sankt Vith, Belgien) ist ein belgischer Pianist und Singer/Songwriter.

## Leben
Houscheid wuchs im St. Vither Ortsteil Neundorf auf. Im Alter von 13 Jahren begann er in Ensembles und Bands zu singen und Klavier zu spielen. Er studierte an Konservatorien in Luxemburg, Leipzig und Brüssel bei Carlo Hommel, Diederik Wissels, Richie Beirach und Klaus Ignatzek. Das Studium schloss er 2009 mit dem Master in Jazzpiano mit Auszeichnung ab.
In seinem 2021 erschienenen Album ENSEMBLE vereint Houscheid die Genres Jazz und Pop in Verbindung mit dem Brüssler Streichquartett „In praise of folly“. Insgesamt 12 Künstler wirken auf diesem Album mit deutsch-französischen Texten mit. Houscheid steht beim Label Sturm & Klang von Konstantin Wecker unter Vertrag.
Andy Houscheid lebt in Ostbelgien und unterrichtet Jazz-Piano an der „École de musique du canton de Clervaux“, Luxemburg.

## Diskographische Hinweise

### Studioalben
- 2013: Von hier aus weiter - Timezone
- 2016: Scheinen - Sacem
- 2018: Talent - Sturm und Klang[2]
- 2021: Ensemble -  CMS Rec.[3][4]

### Auftritte/Konzerte
- 06/2021: Musikmarathon Eupen - Andy Houscheid Ensemble (B)
- 05/2021: Ettelbrück - CAPE -  Konstantin Wecker – Jo Barnikel -  Andy Houscheid  (LU)
- 11/2020: Ettelbrück -  Andy Houscheid Trio feat. Claire Parsons (LU)
- 10/2020: Marnach - Cube 521 - Andy Houscheid ENSEMBLE (LU)
- 11/2019: Unna (D)
- 09/2019: Eupen (B)
- 09/2019: Brüssel (B)
- 08/2019: St. Vith - Doppelkonzert mit Konstantin Wecker (B)
- 02/2019: Würselen - Kulturzentrum Altes Rathaus (D)
- 10/2018: Eupen Schlachthof (B)
- 10/2018 St. Vith - Triangel (B)
- 10/2018: Köln Pfandhaus (D)
- 10/2018: Köln - Philharmonie Gastauftritt bei Konstantin Wecker (D)
- 09/2018: Hürth - Jazztage (D)
- 09/2018: Coburg (D)
- 07/2018: Naumburg (D)
- 06/2018: Kerpen (D) Landcafe
- 05/2018: Hemmingen (D)
- 04/2018: Giengen/Brenz „Kulturnacht“ (D)
- 04/2018: Deggendorf (D)
- 01/2018: Bonndorf „Bonndorfer Löwe“  (D)
- 05/2017: Würselen (D)
- 06/2017: Unna Haus Opherdicke (D)
- 11/2017: Aachen - Solo Mayersche Buchhandlung (D)
- 12/2017: Ettelbrück (LU)
- 12/2017: Riesa (D)
- 02/2017: Kerpen „Landcafe“ (D)
- 06/2016: Jünglingshaus Eupen (B)
- 04/2016: Lahr Schlachthof (D)
- 02/2016: Köln Bürgerhaus Kalk (D)